# Nicola de Brun
Nicola de Brun es el pseudónimo del compositor alemán Klaus Bruengel (2 de octubre de 1949 de Holzwickede). 
Él compuso el ballet "En el jardín de Monet".

## Discografía
- Piano sounds of harmony, Verlag Fröndenberg, 1994
- Ballet Music for Exercises Album 1 – 5, Edition Scores&Parts, Dortmund, 2013
- Preludes for Piano and Small Orchestra, Edition Scores&Parts, Dortmund, 2013
- Nocturnes for Piano, Edition Scores&Parts, Dortmund, 2013
- Four Tangos, Edition Scores&Parts, Dortmund, 2013
- Four Seasons, Edition Scores&Parts, Dortmund, 2013
- Homer’s Epic Odyssey Album 1 – 2, Edition Scores&Parts, 2013
- Homer’s Epic Odyssey Album 3, EAN 4250782288646, Edition Scores&Parts, 2014
- Kammermusikalische Phantasien, EAN 4250782317865, 2014
- Impressions Album 1 – 18, EAN 4250782288639, 2014
- Impressions Album 19-36, EAN 4250782290267, 2014
- Music Kaleidoscope, EAN 4250782288622, 2014
- In Monets Garten (Ballett Suite), EAN 4250782287168, 2014
- Ballet Music for Piano Album 1-30, EAN 4250782286314, 2014
- Ballet Music for Piano Album 31-60, EAN 4250782286345, 2014
- Ballet Music for the Professional Dancer, EAN 4250782352439, 2014
- Ballet Music for Dancers, EAN 4250782382931, 2014
- Music for Piano, Harp, Cor Anglais and Oboe D'Amore, EAN 4250782404015, 2015
- Pavane for Harp and Cor Anglais, EAN 4250782406149, 2015
- Scherzino for Oboe and Harp, EAN 4250782411167, 2015
- Piano Music for Ballet (Exercises), EAN 4250928372239, 2016
- Piano Music for Ballet 31-60 (Vol. 2), EAN 4250928388919, 2016
- Woodwinds Nocturne (Woodwinds, Piano and Harp), EAN 4250928391872, 2016
- Nocturne for String Quartet, EAN 4250928393579, 2016
- Kammermusikalische Phantasien 6-10, EAN 4250532598278, 2016
- Impromptu N.º 2 (Music for Flute, Oboe, Strings and Piano), EAN 4250887849896, 2016
- Moonlight Dreams Ballet (14 Piano Pieces), EAN 4250887853497, 2017
- Ballet Suite N.º 2, EAN 4251177538155, 2017
- Ballet Piano (31 - 60), EAN 4251177545276, 2017
- Côte d' Azur Suite, EAN 4061707001109, 2018
- Poetry for Cor anglais and Piano, EAN 4061707034930, 2018
- Vier Jahreszeiten (Musik für Englischhorn und Klavier), EAN 4061707378539, 2020
- Impromptu 3, EAN 4061707451539, 2020
- Tuesdays Nocturne, EAN 4061707453281, 2020

## Libros de música
- Ballet Music For Exercises 1-5, Edition Scores&Parts, Dortmund, 2013, ISBN 9783955771027
- Preludes for Piano and Small Orchestra, Edition Scores&Parts, Dortmund, 2013, ISBN 9783955772253
- Nocturnes for Piano, Edition Scores&Parts, Dortmund, 2013, ISBN 9783955771591
- Four Tangos, Edition Scores&Parts, Dortmund, 2013, ISBN 9783955771614
- Four Seasons, Edition Scores&Parts, Dortmund, 2013, ISBN 9783955771898
- Homer’s Epic Odyssey 1-2, Edition Scores&Parts, Dortmund, 2013, ISBN 9783955771911
- Jazz Rhythm Changes One, Edition Scores&Parts, Dortmund, 2013, ISBN 9783955772062
- Ballet Music for Piano Album 1-30, ISMN 9790502433055, 2014
- Ballet Music for Piano Album 31-60, ISMN 9790502433062, 2014
- Impressions Album 1-18, ISMN 9790502433079, 2014
- Impressions Album 19-36, ISMN 9790502433086, 2014
- Phantasies, ISMN 9790502433024, 2014
- Music Kaleidoscope, ISMN 9790502433031, 2014
- Musical Meeresleuchten, ISMN 9790502433772
- Ballet Piano 1-30, ISMN 9790502439644, 2015
- Ballet Piano 31-60, ISMN 9790502436865, 2015
- Ballet Music for Exercises, ISMN 9790502439859, 2015
- 3 Scores for Jazz Ensemble, ISMN 9790502430368, 2015
- Brass Duets, String Quartet, Piano Solo, ISMN 9790502439996, 2015
- Nocturnes for Piano Solo, ISMN 9790502439835, 2015
- Modality, Modal Pieces for Chamber Orchestra, ISMN 9790502439842, 2015
- Ballet Suite, In Monets Garden, ISMN 9790502439880, 2015
- Ballet Music for Dancers, ISMN 9790502439934, 2015
- Piano Solos, 10 pieces for the piano, ISMN 9790502439811, 2015
- Pieces for Chamber Orchestra, ISMN 9790502439838, 2015
- Meeresleuchten, Musical, ISMN 9790502439897, 2015
- Impressions, Musical Scores for Chamber Orchestra, ISMN 9790502439873, 2015
- Piano Music for Ballet 1-30, ISMN 9790502439750, 2015
- Piano Music for Ballet 31-60, ISMN 9790502439767, 2016
- Nocturne for String Quartet, ISMN 9790502434762, 2016
- Woodwinds Nocturne, Chamber Music, ISMN 9790502439743, 2016
- Ballet Suite No.2, ISMN 9790502435790, 2017
- Impromptu No.2, ISMN 9790502435622, 2017
- Code d' Azur Suite, Piece for Small Orchestra, ISMN 9790502436919, 2018
- Impromptu 3, ISMN 9790502438005, 2020
- Vier Jahreszeiten, ISMN 9790502439002, 2020
- Tuesdays Nocturne, ISMN 9790502438029, 2020
- Regentropfen, ISMN 9790502438050, 2020
- A Quiet Autumn, ISMN 9790502437077, 2020
- One Ruby Tuesday, ISMN 9790502437381, 2020
- Forty Four, ISMN 9790502439408, 2022
- September Piece, ISMN 9790502439446, 2022
- Saturday Dreaming, ISMN 9790502439491, 2022
- Tanz der Prinzessin, ISMN 9790502439538, 2022
- Walzer, ISMN 9790502439576, 2022
- July, ISMN 9790502439606, 2022
- August, ISMN 9790502436308, 2022
- QUARTEN UND ELF ACHTEL, ISMN 9790502436346, 2022
- Pianomusic for Ballet, ISMN 9790502437770, 2022
- Pianomusic for Ballet 2 , ISMN 9790502436407, 2022
- Mohnblume: Sopran Solo , ISMN 9790502436377, 2022
- Rhythm Changes 4, ISMN 9790502436438, 2022
- Samstag: Kammermusik, ISMN 979-0502436445, 2022
- TIME IN SPACE: Kammermusik, ISMN 9790502437220, 2022
- Thursday: Kammermusik, ISMN 9790502437091, 2022
- Saxophone Quartet Music Vol.1, ISMN 9790502437237, 2022
- Saxophone Quartet Music Vol.2, ISMN 9790502437268, 2022
- Peace: Kammermusik, ISMN 9790502437312, 2022